# 第10回先進国首脳会議
第10回先進国首脳会議（だい10かいせんしんこくしゅのうかいぎ）は、1984年6月7日から9日までイギリスのロンドンで開催された先進国首脳会議。通称ロンドン・サミット。

## 出席首脳

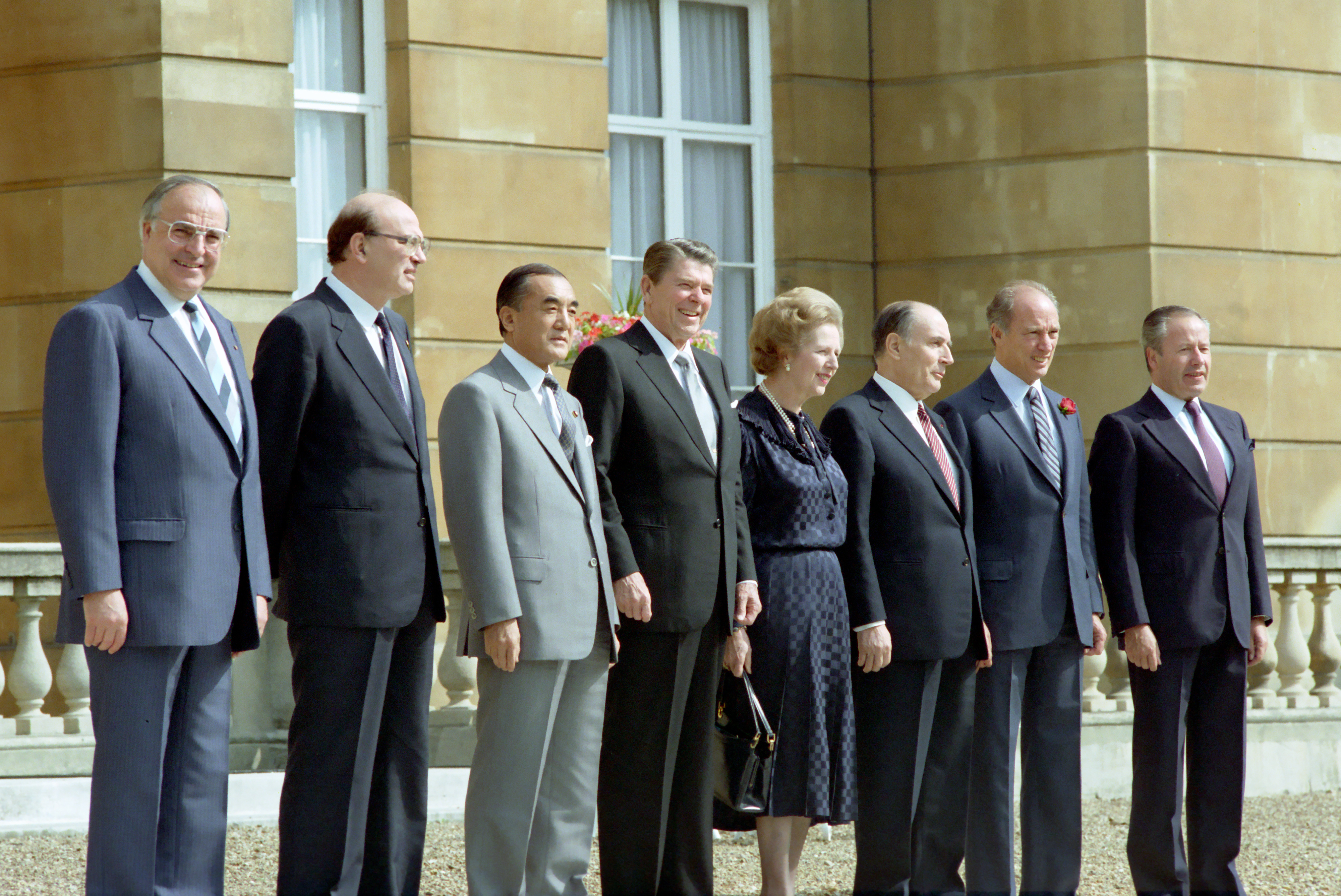
出席首脳の記念撮影

サミットに参加した首脳は以下の通り:
- マーガレット・サッチャー（議長・イギリス首相）
- フランソワ・ミッテラン（フランス共和国大統領）
- ロナルド・レーガン（アメリカ合衆国大統領）
- ヘルムート・コール（西ドイツ首相）
- 中曽根康弘（日本国内閣総理大臣）
- ベッティーノ・クラクシ（イタリア首相）
- ジョン・ターナー（カナダ首相）
- ガストン・トルン（欧州委員会委員長）